# Оберндорф (Палатинат)
Оберндорф (њем. Oberndorf) општина је у њемачкој савезној држави Рајна-Палатинат. Једно је од 81 општинског средишта округа Донерсберг. Према процјени из 2010. у општини је живјело 269 становника. Посједује регионалну шифру (AGS) 7333055.

## Географски и демографски подаци
Оберндорф се налази у савезној држави Рајна-Палатинат у округу Донерсберг. Општина се налази на надморској висини од 170 метара. Површина општине износи 2,8 km². У самом мјесту је, према процјени из 2010. године, живјело 269 становника. Просјечна густина становништва износи 96 становника/km².